# Temple de Melqart

Localisation possible du temple de Melqart au sud de l'île de San Pedro.

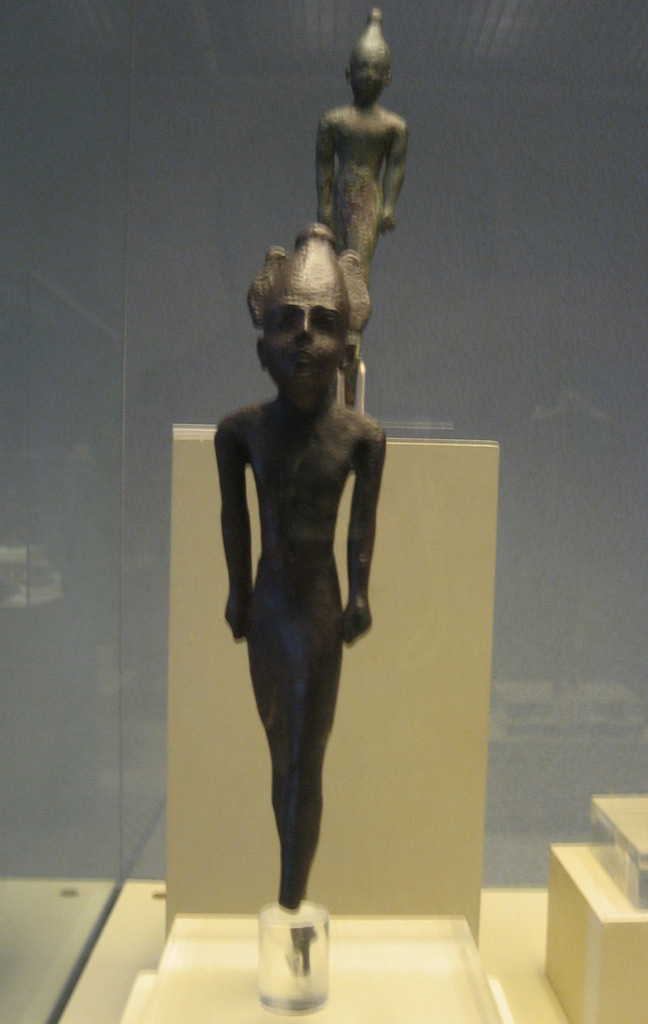
Deux bronzes phéniciens découverts à proximité du temple, dont l'un représente Melqart, aujourd'hui sur la commune de San Fernando dans la province de Cadix, -, Musée de Cadix.

Le temple de Melqart à Gadès (Cadix) est un des plus anciens lieux de culte phéniciens en Méditerranée occidentale avec une fondation légendaire au XIIe siècle av. J.-C. (plus probable du IXe siècle av. J.-C.) Melqart est l'équivalent phénicien d'Héraclès. Le temple a longtemps bénéficié d'une grande ferveur, y compris durant l'Empire romain, et sa richesse fut légendaire.

Aucune trace de la construction n'a encore été retrouvée officiellement. En décembre 2021 une équipe de d'archéologues espagnols indique avoir identifié, grâce à la photographie aérienne, un site composé d'une structure monumentale qui pourrait être celui du temple.